# William Grut
William Oscar Guernesey Grut (Stockholm, 17 september 1914 - Östersund, 20 november 2012) was een Zweeds modern vijfkamper.

## Biografie
Grut werd in 1948 olympisch kampioen moderne vijfkamp.
Tijdens de Olympische Zomerspelen van 1960 was Grut de Zweedse vlaggendrager tijdens de openingsceremonie.
Grut was van 1960 tot en met 1984 secretaris-generaal van de Union internationale de pentathlon moderne.

## Belangrijkste resultaten

### Olympische Zomerspelen
| Jaar | Plaats | Resultaat   |
| ---- | ------ | ----------- |
| 1948 | Londen | individueel |

1912: Gösta Lilliehöök ·
1920: Gustaf Dyrssen ·
1924: Bo Lindman ·
1928: Sven Thofelt ·
1932: Johan Oxenstierna ·
1936: Gotthard Handrick ·
1948: William Grut ·
1952: Lars Hall
1956: Lars Hall ·
1960: Ferenc Németh ·
1964: Ferenc Török ·
1968: Björn Ferm ·
1972: András Balczó ·
1976: Janusz Pyciak-Peciak ·
1980: Anatoli Starostin ·
1984: Daniele Masala ·
1988: János Martinek ·
1992: Arkadiusz Skrzypaszek  ·
1996: Aleksandr Parygin ·
2000: Dmitri Svatkovski ·
2004: Andrej Moisejev ·
2008: Andrej Moisejev ·
2012: David Svoboda ·
2016: Aleksandr Lesoen ·
2020: Joe Choong ·
2024: Ahmed El-Gendy